# Another Fall from Grace
Another Fall from Grace es el duodécimo álbum de estudio de la banda británica de rock gótico The Mission, publicado en 2016 por Eyes Wide Shut Recordings. De acuerdo con el vocalista Wayne Hussey, el sonido del disco es un enlace entre First and Last and Always de The Sisters of Mercy y el álbum debut de The Mission, God's Own Medicine; que según él se debe al uso de la guitarra de doce cuerdas, empleada en su momento en ambas producciones mencionadas. Para obtener el sonido que quería lograr Hussey, se contrató Tim Palmer quien fue el productor de God's Own Medicine y Carved in Sand, además fueron invitados los vocalistas Evil Vine, Gary Numan, Ville Valo de HIM, Martin Gore de Depeche Mode y Julianne Regan de All About Eve.
El álbum llegó hasta el puesto 38 en el UK Album Chart, posicionándolo como la primera producción de la banda desde Blue (1996) en ingresar en dicha lista.

## Lista de canciones
Todas las canciones escritas por Wayne Hussey, a menos que se indique lo contrario.

| N.º | Título                                  | Escritor(es)          | Duración |  |
| 1.  | «Another Fall from Grace»               | Hussey, Simon Hinkler | 6:20     |  |
| 2.  | «Met-Amor-Phosis»                       |                       | 4:16     |  |
| 3.  | «Within the Deepest Darkness (Fearful)» |                       | 5:47     |  |
| 4.  | «Blood on the Road»                     |                       | 4:56     |  |
| 5.  | «Can't See the Ocean for the Rain»      | Hussey, Hinkler       | 5:13     |  |
| 6.  | «Tyranny of Secrets»                    |                       | 4:00     |  |
| 7.  | «Never's Longer Than Forever»           |                       | 5:23     |  |
| 8.  | «Bullets & Bayonets»                    |                       | 6:02     |  |
| 9.  | «Valaam»                                | Hussey, Hinkler       | 1:16     |  |
| 10. | «Jade»                                  |                       | 6:13     |  |
| 11. | «Only You & You Alone»                  |                       | 7:20     |  |
| 12. | «Phantom Pain»                          |                       | 7:26     |  |

## Músicos
| Músicos de la banda - Wayne Hussey: voz y guitarra - Craig Adams: bajo - Simon Hinkler: guitarra - Mike Kelly: batería | Músicos invitados - Tim Palmer, Veronica y Sarah Dean: coros en «Never Longer's Than Forever» - Julianne Regan: coros en «Another Fall from Grace» y «Phantom Pain» - Evil Vine: coros en «Can't See the Ocean for the Rain» y «Never's Longer Than Forever» - Ville Valo: coros en «Met-Amor-Phosis» - Gary Numan: coros en «Within the Deepest Darkness (Fearful)» - Martin Gore: coros en «Only You & You Alone» - George D. Allen: órgano Hammond y coros en «Never's Longer Than Forever» - Stevie Vine: guitarra adicional en «Never's Longer Than Forever» - Duke Garwood: clarinete alto y saxofón alto en «Phantom Pain» |